# Frankeniaceae
Frankeniaceae is een botanische naam, voor een familie van tweezaadlobbige planten. Een familie onder deze naam wordt algemeen erkend door systemen voor plantentaxonomie; en zo ook door het APG-systeem (1998) en het APG II-systeem (2003).
Het gaat om een niet al te grote familie van kruidachtige planten en struikjes van droge of zoute omstandigheden, vaak in kuststreken.
In het Cronquist-systeem (1981) is de plaatsing van de familie in een orde Violales.